# Cessna 195
«Сессна-195» (англ. Cessna 195) — лёгкий многоцелевой самолёт, с закрытой кабиной.
Первый полет прототипа был совершен в 1945 году. С 1947 по 1954 год данную модель серийно строила компания «Сессна». Данная модель  была первый моделью фирмы полностью изготовленной из алюминия. В общей сложности 1180 экземпляров моделей 190 и 195 были построены.

## Лётно-технические характеристики

### Технические характеристики
- Экипаж: 1 человек
- Пассажировместимость: 4 человека
- Длина: 8,33 м
- Размах крыла: 11,02 м
- Высота: 2,18 м
- Масса пустого: 953 кг
- Максимальная взлётная масса: 1520 кг
- Запас топлива: 280 л
- Двигатели:  1 × Jacobs R-755
- Мощность: 1× 300 л.с. (220 кВт)
- Воздушный винт: двухлопастной металлический

### Лётные характеристики
- Максимальная скорость: 298 км/ч
- Крейсерская скорость: 274 км/ч
- Скорость сваливания: 100 км/ч
- Практическая дальность: 950 км
- Практический потолок: 5578 м
- Скороподъёмность: 6,1 м/с
- Нагрузка на крыло: 75 кг/м²
- Диапазон: 1287 км